# Пополи
По̀поли (на италиански: Popoli) е градче и община в Южна Италия, провинция Пескара, регион Абруцо. Разположено е на 254 m надморска височина. Населението на общината е 5305 души (към 2013 г.).